# Ali Qanso
Pour les articles homonymes, voir Qanso.
Ali Chalil Qanso, né en 1948 à Doueir au Liban et mort le 4 juillet 2018 à Mansourieh (Liban), est un homme politique libanais.

## Biographie
De confession chiite, Ali Qanso est pour la deuxième fois chef du Parti social nationaliste syrien entre le 5 août 2005 et juillet 2008. Il a été ministre du travail du Liban au sein du gouvernement de Rafiq Hariri entre 2000 et 2003. Il entre de nouveau au gouvernement en juillet 2008 en tant que ministre d'État, au sein de l'équipe d'union nationale dirigée par Fouad Siniora. En 2011, Ali Qanso réintégre le gouvernement dirigé pas Najib Mikati en tant que ministre sans portefeuille, il conservera ce poste jusqu'au 15 février 2014. Après l'expiration du mandat d'Assaad Hardan à la tête du parti, il est élu président du Parti syrien national socialiste en août 2016. Le 18 décembre 2016, il devient ministre d'État pour les affaires parlementaires dans le second gouvernement de Saad Hariri.
Il décède le 4 juillet 2018.